# Ana Vidovic
Ana Vidović  (Karlovac, Croacia, 8 de noviembre de 1980) es una guitarrista croata.

## Biografía
Comenzó a tocar la guitarra a la edad de cinco años, inspirada por su hermano Viktor. Con tan solo trece años se convertiría en la estudiante más joven en asistir a la prestigiosa Academia Nacional Musical en Zagreb, donde fue instruida por el profesor Istvan Romer. La gran reputación de Vidović en Europa llevó a que recibiera una invitación para estudiar en el Conservatorio Peabody en Baltimore, Maryland, Estados Unidos, en donde estudió con Manuel Barrueco y se graduó en mayo de 2003. Convirtiéndose en una de las mejores guitarristas del mundo

## Premios
Vidović ha ganado gran número de premios y concursos en todo el mundo. Entre ellos figuran primeros premios en el Concurso Internacional Albert Agustín, en Bath, Inglaterra; el concurso Fernando Sor en Roma, Italia; y el concurso Francisco Tárrega en Benicasim, España. Otros primeros premios incluyen el Concurso Eurovisión para Jóvenes Artistas; el premio Mauro Giuliani en Italia, el Primavera de la Guitarra en Bélgica y la Audición Internacional de Jóvenes Artistas en Nueva York.
Su carrera internacional incluye la ejecución de recitales en Londres, París, Viena, Salzburgo, Barcelona, Roma, Budapest, China, Varsovia, Tel Aviv, Oslo, Copenhague, Toronto, Baltimore, San Francisco, Knoxville, Houston, Austin, Dallas, St Louis, Yakarta, Caracas, Asunción y México.